# 孝义街道
孝义街道，是中华人民共和国河南省郑州市巩义市下辖的一个乡镇级行政单位。

## 行政区划
孝义街道下辖以下地区：
孝义路社区、火车站社区、孝北村、孝南村、西沟村、南地村、二十里铺村、小沟村、桥上村、石灰务村、烈姜沟村和龙尾村。